# Diagramă de stelare

Diagrama de stelare pentru dodecaedrul regulat, cu pentagonul central evidențiat. Această diagramă reprezintă însăși fața dodecaedrului.

În geometrie o diagrama de stelare este o diagramă bidimensională în planul unei fețe a unui poliedru, arătând dreptele unde celelalte plane ale fețelor se intersectează cu aceasta. Dreptele fac ca spațiul bidimensional să fie împărțit în regiuni. Regiunile care nu sunt intersectate de alte linii sunt numite regiuni elementare. De obicei, regiunile nemărginite sunt excluse din diagramă, împreună cu orice porțiuni ale liniilor care se extind până la infinit. Fiecare regiune elementară reprezintă o față superioară a unei celule și o față inferioară a alteia.
Un set de astfel de diagrame, câte una pentru fiecare tip de față, poate fi folosit pentru a reprezenta orice stelare a unui poliedru, prin evidențierea regiunilor care ar trebui să apară în acea stelare.
Există o diagramă de stelare pentru fiecare față a unui poliedru dat. La poliedrele tranzitive pe fețe, simetria indică faptul că toate fețele au aceeași evidențiere în diagramă. Poliedrele semiregulate, ca poliedrele arhimedice, vor avea diagrame de stelare diferite pentru fețele de tipuri diferite.